# Tor Håkon Holte
Tor Håkon Holte (ur. 1 sierpnia 1958 w Drammen) – norweski biegacz narciarski, złoty medalista mistrzostw świata.

## Kariera
Startował na igrzyskach olimpijskich w Sarajewie, gdzie w swoim najlepszym indywidualnym starcie, w biegu na 15 km techniką klasyczną, zajął 8. miejsce. Ponadto wraz z kolegami z reprezentacji zajął czwarte miejsce w sztafecie 4 × 10 km. Norwegowie przegrali tam walkę o brązowy medal z Finami. Cztery lata później, podczas igrzysk olimpijskich w Calgary jego najlepszym wynikiem było 28. miejsce w biegu na 30 km stylem klasycznym.
W 1985 roku wystartował na mistrzostwach świata w Seefeld in Tirol. Osiągnął tam największy sukces w swojej karierze wraz z Arildem Monsenem, Pålem Gunnarem Mikkelsplassem i Ove Aunlim zdobywając złoty medal w sztafecie. Na tych samych mistrzostwach zajął także 9. miejsce na dystansie 50 km oraz 13. miejsce w biegu na 30 km techniką klasyczną. Na kolejnych mistrzostwach już nie startował.
Najlepsze wyniki w Pucharze Świata osiągnął w sezonie 1984/1985, kiedy to zajął drugie miejsce w klasyfikacji generalnej. Siedmiokrotnie stawał na podium zawodów Pucharu Świata, w tym dwa razy zwyciężał.
Jego brat Geir Holte również reprezentował Norwegię w biegach narciarskich.

## Osiągnięcia

### Igrzyska olimpijskie
| Miejsce | Dzień     | Rok  | Miejscowość | Konkurencja             | Czas biegu | Strata  | Zwycięzca           |
| ------- | --------- | ---- | ----------- | ----------------------- | ---------- | ------- | ------------------- |
| 8.      | 13 lutego | 1984 | Sarajewo    | 15 km stylem klasycznym | 41:25,6    | +1:11,8 | Gunde Svan          |
| 4.      | 16 lutego | 1984 | Sarajewo    | Sztafeta 4 × 10 km      | 1:55:06,3  | +2:21,3 | Szwecja             |
| 12.     | 19 lutego | 1984 | Sarajewo    | 50 km stylem klasycznym | 2:15:55,8  | +6:16,9 | Thomas Wassberg     |
| 21.     | 15 lutego | 1988 | Calgary     | 30 km stylem klasycznym | 1:24:26,3  | +5:33,2 | Aleksiej Prokurorow |
| 31.     | 27 lutego | 1988 | Calgary     | 50 km stylem dowolnym   | 2:04:30,9  | +8:25,7 | Gunde Svan          |

### Mistrzostwa świata
| Miejsce | Dzień       | Rok  | Miejscowość      | Konkurencja             | Czas biegu | Strata  | Zwycięzca  |
| ------- | ----------- | ---- | ---------------- | ----------------------- | ---------- | ------- | ---------- |
| 13.     | 18 stycznia | 1985 | Seefeld in Tirol | 30 km stylem klasycznym | 1:18:24,1  | +2:38,9 | Gunde Svan |
| 1.      | 24 stycznia | 1985 | Seefeld in Tirol | Sztafeta 4 × 10 km      | 1:52:21,0  | -       | -          |
| 9.      | 27 stycznia | 1985 | Seefeld in Tirol | 50 km stylem klasycznym | 2:10:49,9  | +3:33,8 | Gunde Svan |

### Puchar Świata

#### Miejsca w klasyfikacji generalnej
- sezon 1981/1982: 18.
- sezon 1982/1983: 20.
- sezon 1983/1984: 4.
- sezon 1984/1985: 2.
- sezon 1985/1986: 36.
- sezon 1986/1987: 38.

#### Zwycięstwa
| Nr | Dzień    | Rok  | Miejscowość | Konkurencja             | Czas biegu |
| -- | -------- | ---- | ----------- | ----------------------- | ---------- |
| 1. | 10 marca | 1984 | Oslo        | 50 km stylem klasycznym | ?          |
| 2. | 3 marca  | 1985 | Lahti       | 50 km stylem klasycznym | ?          |

#### Miejsca na podium
| Nr | Dzień      | Rok  | Miejscowość   | Konkurencja             | Czas biegu | Pozycja | Strata | Zwycięzca               |
| -- | ---------- | ---- | ------------- | ----------------------- | ---------- | ------- | ------ | ----------------------- |
| 1. | 9 stycznia | 1982 | Reit im Winkl | 15 km stylem klasycznym | ?          | 2       | ?      | Pål Gunnar Mikkelsplass |
| 2. | 18 grudnia | 1982 | Davos         | 15 km stylem klasycznym | ?          | 2       | ?      | Pål Gunnar Mikkelsplass |
| 3. | 10 marca   | 1984 | Oslo          | 50 km stylem klasycznym | ?          | 1       | -      | -                       |
| 4. | 15 grudnia | 1984 | Davos         | 30 km stylem klasycznym | ?          | 3       | ?      | Ove Aunli               |
| 5. | 16 lutego  | 1985 | Witosza       | 15 km stylem klasycznym | ?          | 2       | ?      | Gunde Svan              |
| 6. | 23 lutego  | 1985 | Syktywkar     | 15 km stylem klasycznym | ?          | 2       | ?      | Gunde Svan              |
| 7. | 3 marca    | 1985 | Lahti         | 50 km stylem klasycznym | ?          | 1       | -      | -                       |